# Escoussens
Escoussens est une commune française située dans le département du Tarn en région Occitanie. Sur le plan historique et culturel, la commune est dans le Castrais, un territoire essentiellement agricole, entre la rive droite de l'Agout au sud et son affluent, le Dadou, au nord.
Exposée à un climat océanique altéré, elle est drainée par la Rougeanne, le Ruisseau du Bernazobre, le ruisseau de Montibont, le ruisseau du Mouscaillou, le ruisseau Grantès et par divers autres petits cours d'eau. Incluse dans le parc naturel régional du Haut-Languedoc, la commune possède un patrimoine naturel remarquable composé de quatre zones naturelles d'intérêt écologique, faunistique et floristique.
Escoussens est une commune rurale qui compte 611 habitants en 2022.  Elle fait partie de l'aire d'attraction de Castres. Ses habitants sont appelés les Escoussentols.

## Géographie

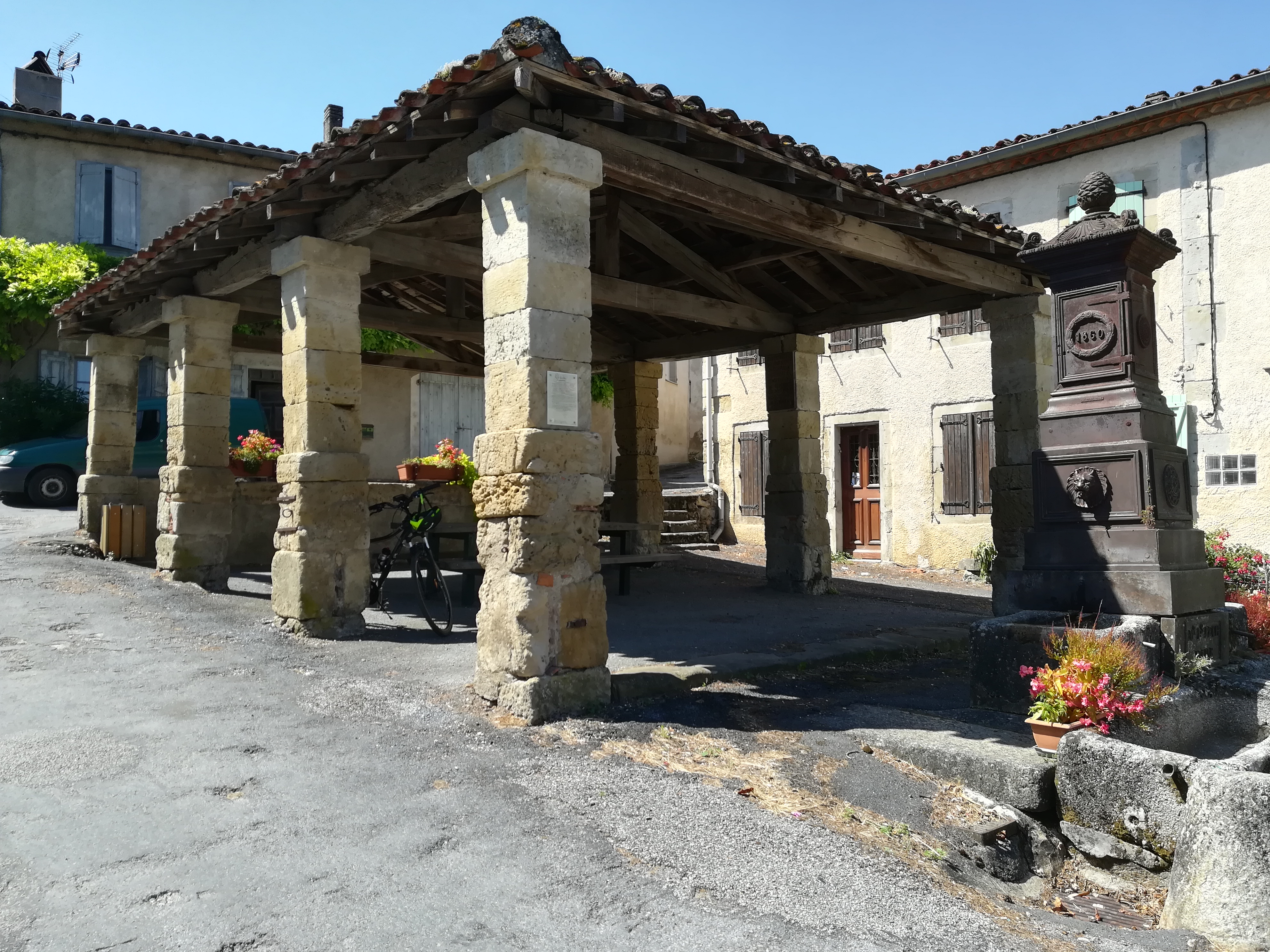
La place de la Halle des Escoussens.

### Localisation
La commune est située dans la montagne Noire et fait partie du parc naturel régional du Haut-Languedoc. Elle est limitrophe du département de l'Aude.
Les communes limitrophes sont  Arfons, Labruguière, Laprade, Saint-Affrique-les-Montagnes et Verdalle.
|          | Saint-Affrique-les-Montagnes |                |
| Verdalle | Escoussens                   | Labruguière    |
|          | Arfons                       | Laprade (Aude) |

### Hydrographie
La commune est dans le bassin de la Garonne, au sein du bassin hydrographique Adour-Garonne. Elle est drainée par la Rougeanne, le ruisseau du Bernazobre, le ruisseau de Montibont, le ruisseau du Mouscaillou, le ruisseau Grantès, le ruisseau de la Prune, le ruisseau de Pissevaque, le ruisseau de Roudille et par divers petits cours d'eau, qui constituent un réseau hydrographique de 29 km de longueur totale,.
La Rougeanne, d'une longueur totale de 33,5 km, prend sa source dans la commune et s'écoule vers le sud. Elle traverse la commune et se jette dans le Fresquel à Pezens, après avoir traversé 10 communes.
Le ruisseau du Bernazobre, d'une longueur totale de 24,9 km, prend sa source dans la commune et s'écoule vers le nord puis se réoriente vers l'ouest. Il traverse la commune et se jette dans le Sor à Cambounet-sur-le-Sor, après avoir traversé 8 communes.

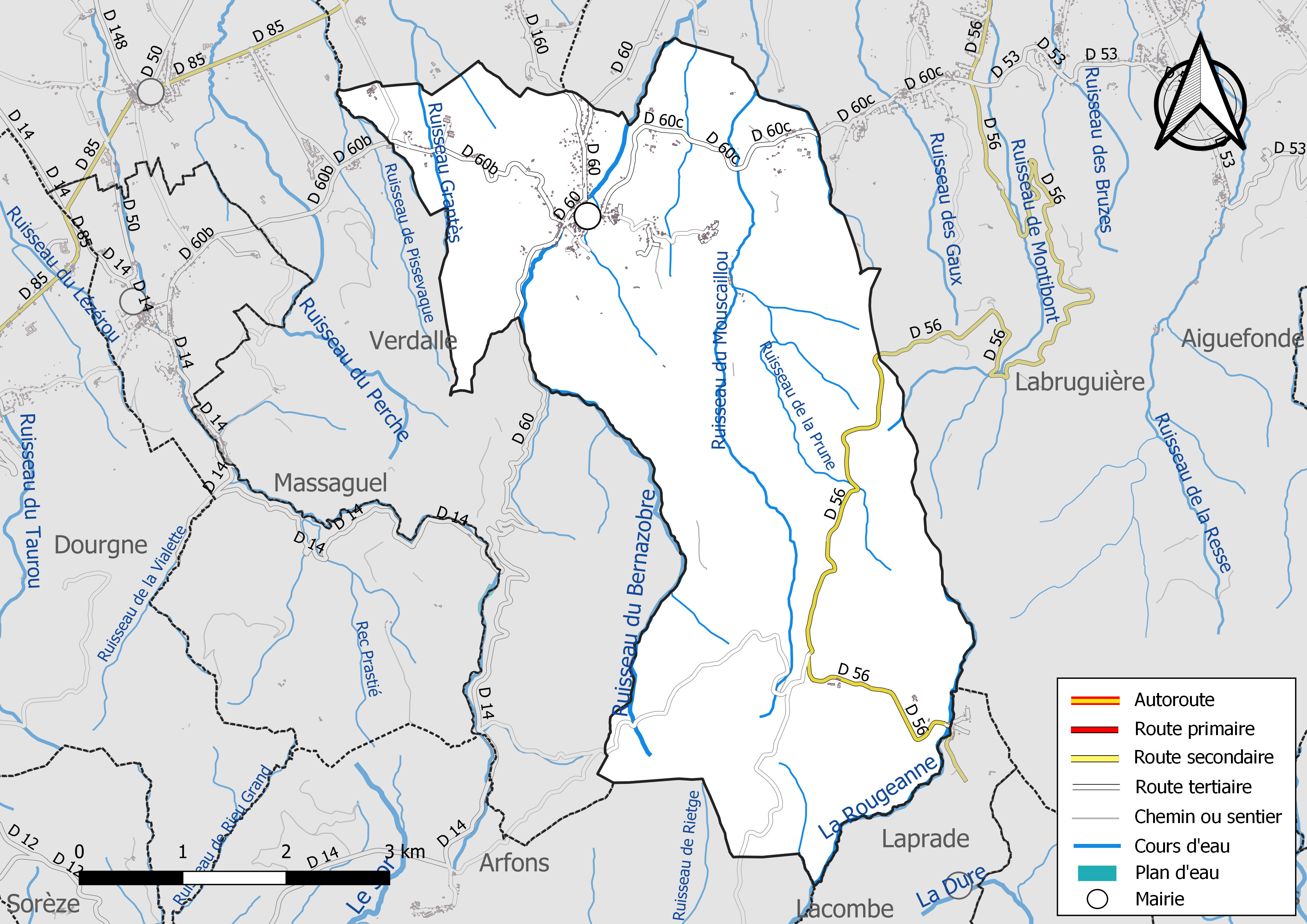
Réseaux hydrographique et routier d'Escoussens.

### Climat
Pour des articles plus généraux, voir Climat de l'Occitanie et Climat du Tarn.
En 2010, le climat de la commune est de type climat océanique altéré, selon une étude du Centre national de la recherche scientifique s'appuyant sur une série de données couvrant la période 1971-2000. En 2020, Météo-France publie une typologie des climats de la France métropolitaine dans laquelle la commune est toujours exposée à un climat océanique altéré et est dans la région climatique Aquitaine, Gascogne, caractérisée par une pluviométrie abondante au printemps, modérée en automne, un faible ensoleillement au printemps, un été chaud (19,5 °C), des vents faibles, des brouillards fréquents en automne et en hiver et des orages fréquents en été (15 à 20 jours).
Pour la période 1971-2000, la température annuelle moyenne est de 13 °C, avec une amplitude thermique annuelle de 15,5 °C. Le cumul annuel moyen de précipitations est de 983 mm, avec 9,8 jours de précipitations en janvier et 5,7 jours en juillet. Pour la période 1991-2020, la température moyenne annuelle observée sur la station météorologique de Météo-France la plus proche, « Dourgne », sur la commune de Dourgne à 6 km à vol d'oiseau, est de 13,8 °C et le cumul annuel moyen de précipitations est de 896,4 mm. 
La température maximale relevée sur cette station est de 41,8 °C, atteinte le 23 août 2023 ; la température minimale est de −19,5 °C, atteinte le 16 janvier 1985,,.
Les paramètres climatiques de la commune ont été estimés pour le milieu du siècle (2041-2070) selon différents scénarios d'émission de gaz à effet de serre à partir des nouvelles projections climatiques de référence DRIAS-2020. Ils sont consultables sur un site dédié publié par Météo-France en novembre 2022.

### Milieux naturels et biodiversité

#### Espaces protégés
La protection réglementaire est le mode d’intervention le plus fort pour préserver des espaces naturels remarquables et leur biodiversité associée,.
La commune fait partie du parc naturel régional du Haut-Languedoc, créé en 1973 et d'une superficie de 307 184 ha, qui s'étend sur 118 communes et deux départements. Implanté de part et d’autre de la ligne de partage des eaux entre Océan Atlantique et mer Méditerranée, ce territoire est un véritable balcon dominant les plaines viticoles du Languedoc et les étendues céréalières du Lauragais,

#### Zones naturelles d'intérêt écologique, faunistique et floristique
L’inventaire des zones naturelles d'intérêt écologique, faunistique et floristique (ZNIEFF) a pour objectif de réaliser une couverture des zones les plus intéressantes sur le plan écologique, essentiellement dans la perspective d’améliorer la connaissance du patrimoine naturel national et de fournir aux différents décideurs un outil d’aide à la prise en compte de l’environnement dans l’aménagement du territoire.
Trois ZNIEFF de type 1 sont recensées sur la commune :
- les « bois marécageux de Peyreblanque et de Rietge » (234 ha), couvrant 3 communes dont une dans l'Aude et deux dans le Tarn[18] ;
- la « forêt de Montaud » (1 977 ha), couvrant 3 communes du département[19] ;
- les « forêts d'Hautaniboul, de Cayroulet et du Pas du Sant » (3 742 ha), couvrant 7 communes dont une dans l'Aude et six dans le Tarn[20] ;

et une ZNIEFF de type 2, : 
la « montagne Noire (versant Nord) » (31 971 ha), couvrant 37 communes dont 14 dans l'Aude, deux dans la Haute-Garonne, trois dans l'Hérault et 18 dans le Tarn.

Carte des ZNIEFF de type 1 et 2 à Escoussens.
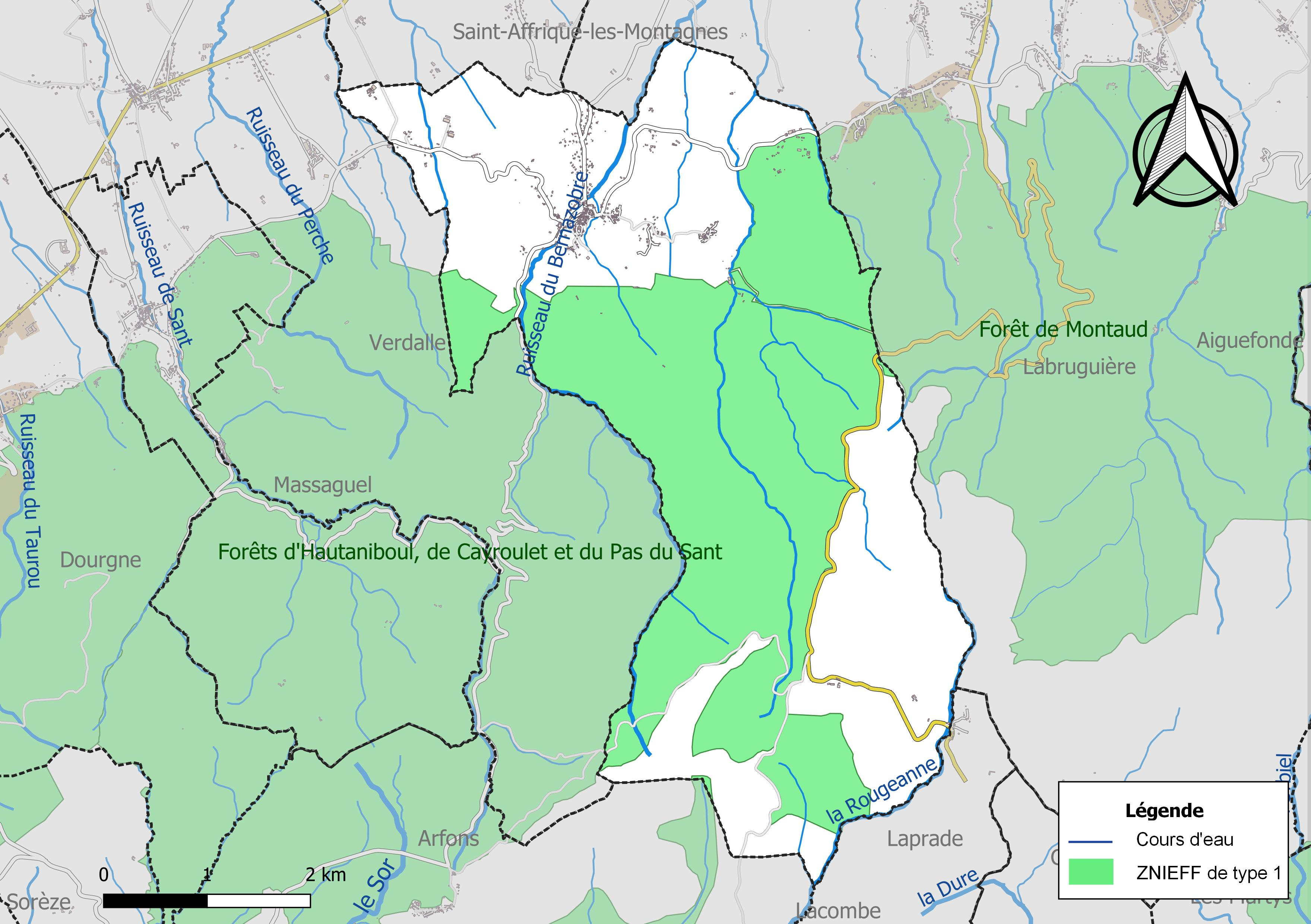
Carte des ZNIEFF de type 1 sur la commune.
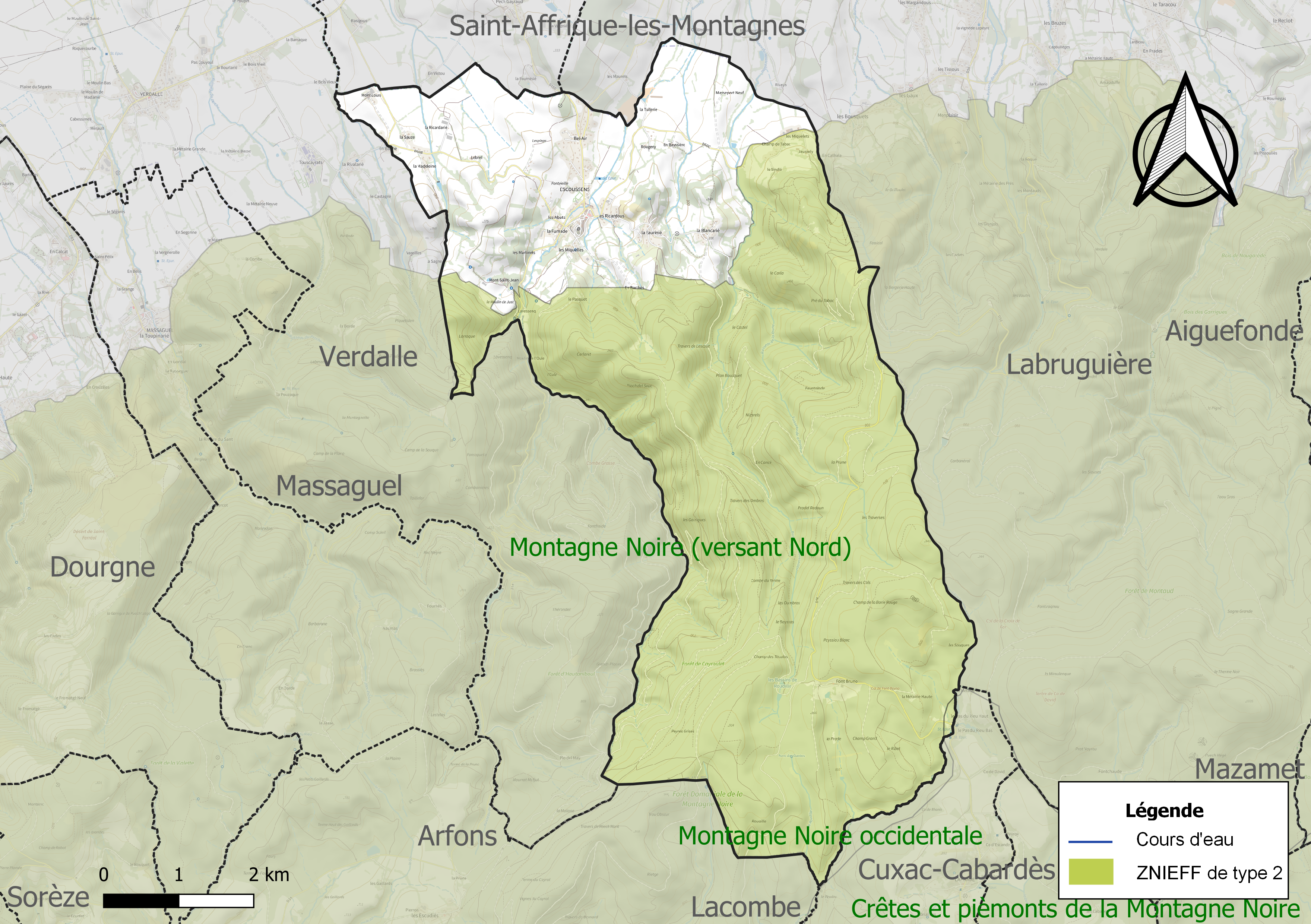
Carte de la ZNIEFF de type 2 sur la commune.

## Urbanisme

### Typologie
Au 1er janvier 2024, Escoussens est catégorisée commune rurale à habitat dispersé, selon la nouvelle grille communale de densité à sept niveaux définie par l'Insee en 2022.
Elle est située hors unité urbaine. Par ailleurs la commune fait partie de l'aire d'attraction de Castres, dont elle est une commune de la couronne,. Cette aire, qui regroupe 55 communes, est catégorisée dans les aires de 50 000 à moins de 200 000 habitants,.

### Occupation des sols
L'occupation des sols de la commune, telle qu'elle ressort de la base de données européenne d’occupation biophysique des sols Corine Land Cover (CLC), est marquée par l'importance des forêts et milieux semi-naturels (70,5 % en 2018), en augmentation par rapport à 1990 (69,5 %). La répartition détaillée en 2018 est la suivante : 
forêts (67,3 %), prairies (10,9 %), terres arables (10,4 %), zones agricoles hétérogènes (4,7 %), zones urbanisées (3,5 %), milieux à végétation arbustive et/ou herbacée (3,2 %). L'évolution de l’occupation des sols de la commune et de ses infrastructures peut être observée sur les différentes représentations cartographiques du territoire : la carte de Cassini (XVIIIe siècle), la carte d'état-major (1820-1866) et les cartes ou photos aériennes de l'IGN pour la période actuelle (1950 à aujourd'hui).

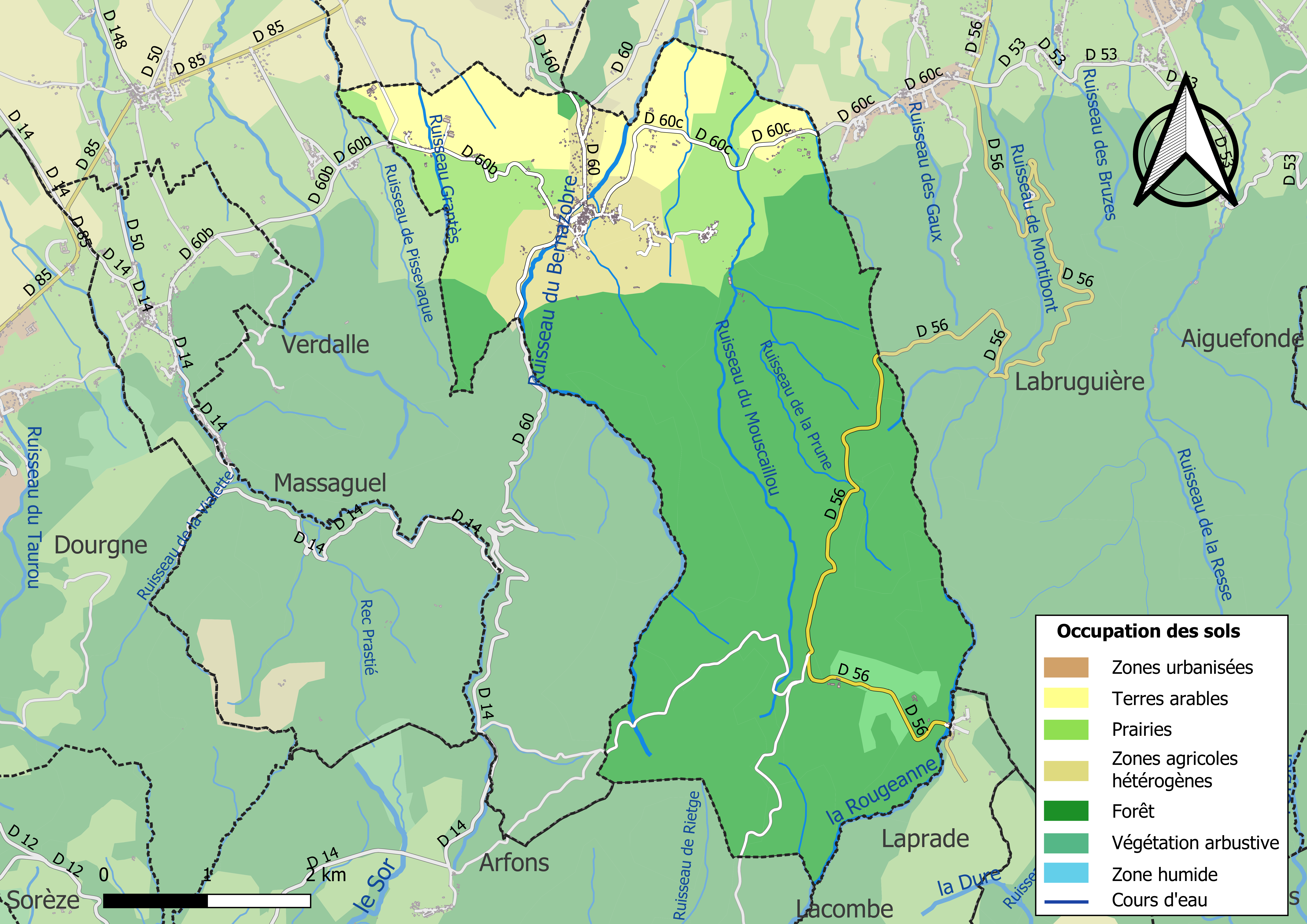
Carte des infrastructures et de l'occupation des sols de la commune en 2018 (CLC).

### Risques majeurs
Le territoire de la commune d'Escoussens est vulnérable à différents aléas naturels : météorologiques (tempête, orage, neige, grand froid, canicule ou sécheresse), inondations, feux de forêts, mouvements de terrains et séisme (sismicité très faible). Il est également exposé à un risque technologique,  le transport de matières dangereuses, et à un risque particulier : le risque de radon. Un site publié par le BRGM permet d'évaluer simplement et rapidement les risques d'un bien localisé soit par son adresse soit par le numéro de sa parcelle.

#### Risques naturels
Certaines parties du territoire communal sont susceptibles d’être affectées par le risque d’inondation par débordement de cours d'eau, notamment le ruisseau du Bernazobre et la Rougeanne. La cartographie des zones inondables en ex-Midi-Pyrénées réalisée dans le cadre du XIe Contrat de plan État-région, visant à informer les citoyens et les décideurs sur le risque d’inondation, est accessible sur le site de la DREAL Occitanie. La commune a été reconnue en état de catastrophe naturelle au titre des dommages causés par les inondations et coulées de boue survenues en 1982, 1992, 1996, 2009 et 2011,.
Escoussens est exposée au risque de feu de forêt du fait de la présence sur son territoire. En 2022, il n'existe pas de Plan de Prévention des Risques incendie de forêt (PPRif). Le débroussaillement aux abords des maisons constitue l’une des meilleures protections pour les particuliers contre le feu,.

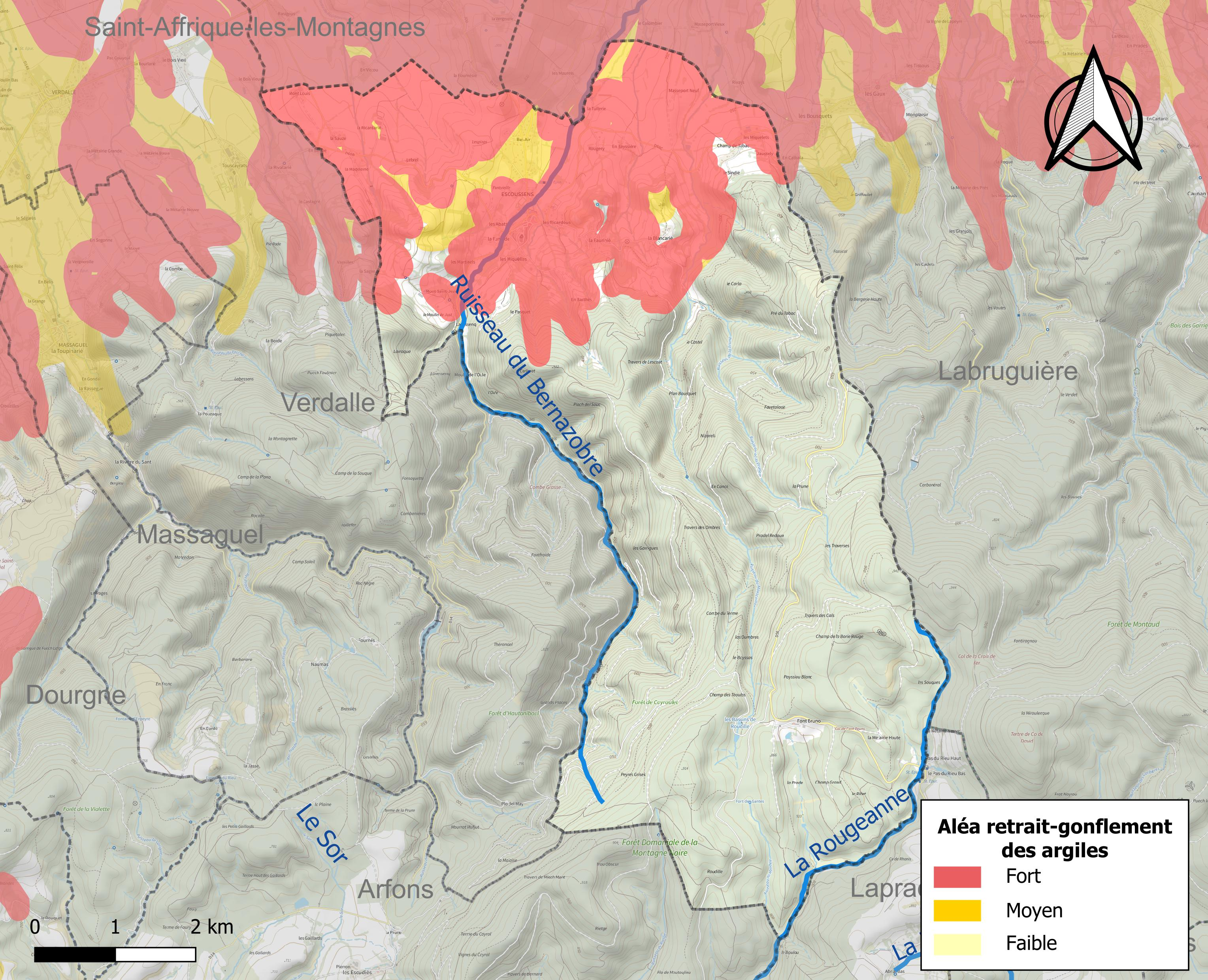
Carte des zones d'aléa retrait-gonflement des sols argileux d'Escoussens.

La commune est vulnérable au risque de mouvements de terrains constitué principalement du retrait-gonflement des sols argileux. Cet aléa est susceptible d'engendrer des dommages importants aux bâtiments en cas d’alternance de périodes de sécheresse et de pluie. 30 % de la superficie communale est en aléa moyen ou fort (76,3 % au niveau départemental et 48,5 % au niveau national). Sur les 329 bâtiments dénombrés sur la commune en 2019, 309 sont en aléa moyen ou fort, soit 94 %, à comparer aux 90 % au niveau départemental et 54 % au niveau national. Une cartographie de l'exposition du territoire national au retrait gonflement des sols argileux est disponible sur le site du BRGM,.
Par ailleurs, afin de mieux appréhender le risque d’affaissement de terrain, l'inventaire national des cavités souterraines permet de localiser celles situées sur la commune.

#### Risques technologiques
Le risque de transport de matières dangereuses sur la commune est lié à sa traversée par des infrastructures routières ou ferroviaires importantes ou la présence d'une canalisation de transport d'hydrocarbures. Un accident se produisant sur de telles infrastructures est susceptible d’avoir des effets graves sur les biens, les personnes ou l'environnement, selon la nature du matériau transporté. Des dispositions d’urbanisme peuvent être préconisées en conséquence.

#### Risque particulier
Dans plusieurs parties du territoire national, le radon, accumulé dans certains logements ou autres locaux, peut constituer une source significative d’exposition de la population aux rayonnements ionisants. Certaines communes du département sont concernées par le risque radon à un niveau plus ou moins élevé. Selon la classification de 2018, la commune d'Escoussens est classée en zone 3, à savoir zone à potentiel radon significatif.

## Histoire
Escoussens, village perché, est dominé par les restes massifs de son château édifié en 1185. Le village fut longtemps une possession des chartreux de Castres : du XIVe siècle à la Révolution.

### Héraldique
| Escoussens | Son blasonnement est : D'azur à l'agneau pascal d'argent portant une longue croix d'or avec sa banderole du même. |

## Politique et administration
| Période                                  | Période  | Identité              | Étiquette | Qualité |
| ---------------------------------------- | -------- | --------------------- | --------- | ------- |
| Les données manquantes sont à compléter. |          |                       |           |         |
| avant 1981                               | ?        | Émilien Durand        |           |         |
| ?                                        | 2008     | Louis-Pierre Lapierre | PS        |         |
| mars 2008                                | En cours | Jean-Paul Guiraud     |           |         |

## Démographie
| 1793 | 1800  | 1806  | 1831  | 1836  | 1841  | 1846  | 1851  | 1856  |
| ---- | ----- | ----- | ----- | ----- | ----- | ----- | ----- | ----- |
| 939  | 1 015 | 1 046 | 1 211 | 1 170 | 1 161 | 1 135 | 1 146 | 1 075 |

| 1861  | 1866  | 1872 | 1876 | 1881 | 1886 | 1891 | 1896 | 1901 |
| ----- | ----- | ---- | ---- | ---- | ---- | ---- | ---- | ---- |
| 1 051 | 1 032 | 933  | 934  | 838  | 891  | 813  | 819  | 754  |

| 1906 | 1911 | 1921 | 1926 | 1931 | 1936 | 1946 | 1954 | 1962 |
| ---- | ---- | ---- | ---- | ---- | ---- | ---- | ---- | ---- |
| 708  | 695  | 532  | 512  | 459  | 412  | 400  | 449  | 404  |

| 1968 | 1975 | 1982 | 1990 | 1999 | 2005 | 2006 | 2010 | 2015 |
| ---- | ---- | ---- | ---- | ---- | ---- | ---- | ---- | ---- |
| 468  | 405  | 425  | 413  | 526  | 617  | 618  | 643  | 615  |

| 2020 | 2022 | - | - | - | - | - | - | - |
| ---- | ---- | - | - | - | - | - | - | - |
| 621  | 611  | - | - | - | - | - | - | - |

## Économie

### Revenus
En 2018, la commune compte 265 ménages fiscaux, regroupant 619 personnes. La médiane du revenu disponible par unité de consommation est de 20 600 € (20 400 € dans le département).

### Emploi
|                | 2008  | 2013   | 2018  |
| -------------- | ----- | ------ | ----- |
| Commune        | 7,3 % | 10,7 % | 8,3 % |
| Département    | 8,2 % | 9,9 %  | 10 %  |
| France entière | 8,3 % | 10 %   | 10 %  |

En 2018, la population âgée de 15 à 64 ans s'élève à 401 personnes, parmi lesquelles on compte 77,8 % d'actifs (69,5 % ayant un emploi et 8,3 % de chômeurs) et 22,2 % d'inactifs,. Depuis 2008, le taux de chômage communal (au sens du recensement) des 15-64 ans est inférieur à celui de la France et du département.
La commune fait partie de la couronne de l'aire d'attraction de Castres, du fait qu'au moins 15 % des actifs travaillent dans le pôle,. Elle compte 45 emplois en 2018, contre 65 en 2013 et 60 en 2008. Le nombre d'actifs ayant un emploi résidant dans la commune est de 285, soit un indicateur de concentration d'emploi de 15,8 % et un taux d'activité parmi les 15 ans ou plus de 60,6 %.
Sur ces 285 actifs de 15 ans ou plus ayant un emploi, 36 travaillent dans la commune, soit 13 % des habitants. Pour se rendre au travail, 89,3 % des habitants utilisent un véhicule personnel ou de fonction à quatre roues, 1,4 % les transports en commun, 4,8 % s'y rendent en deux-roues, à vélo ou à pied et 4,5 % n'ont pas besoin de transport (travail au domicile).

### Activités hors agriculture
37 établissements sont implantés  à Escoussens au 31 décembre 2019. Le tableau ci-dessous en détaille le nombre par secteur d'activité et compare les ratios avec ceux du département,.
| Secteur d'activité                                                                                        | Commune | Commune | Département |
| Secteur d'activité                                                                                        | Nombre  | %       | %           |
| --- | ------- | ------- | ----------- |
| Ensemble                                                                                                  | 37      |         |             |
| Industrie manufacturière, industries extractives et autres                                                | 6       | 16,2 %  | (13 %)      |
| Construction                                                                                              | 10      | 27 %    | (12,5 %)    |
| Commerce de gros et de détail, transports, hébergement et restauration                                    | 11      | 29,7 %  | (26,7 %)    |
| Activités financières et d'assurance                                                                      | 2       | 5,4 %   | (3,3 %)     |
| Activités immobilières                                                                                    | 1       | 2,7 %   | (4,2 %)     |
| Activités spécialisées, scientifiques et techniques et activités de services administratifs et de soutien | 4       | 10,8 %  | (13,8 %)    |
| Administration publique, enseignement, santé humaine et action sociale                                    | 2       | 5,4 %   | (15,5 %)    |
| Autres activités de services                                                                              | 1       | 2,7 %   | (9 %)       |

Le secteur du commerce de gros et de détail, des transports, de l'hébergement et de la restauration est prépondérant sur la commune puisqu'il représente 29,7 % du nombre total d'établissements de la commune (11 sur les 37 entreprises implantées  à Escoussens), contre 26,7 % au niveau départemental.

### Agriculture
La commune est dans la Montagne Noire, une petite région agricole située dans le sud du département du Tarn. En 2020, l'orientation technico-économique de l'agriculture  sur la commune est la polyculture et/ou le polyélevage. 
|               | 1988 | 2000 | 2010 | 2020 |
| ------------- | ---- | ---- | ---- | ---- |
| Exploitations | 20   | 14   | 10   | 12   |
| SAU (ha)      | 377  | 666  | 696  | 774  |

Le nombre d'exploitations agricoles en activité et ayant leur siège dans la commune est passé de 20 lors du recensement agricole de 1988  à 14 en 2000 puis à 10 en 2010 et enfin à 12 en 2020, soit une baisse de 40 % en 32 ans. Le même mouvement est observé à l'échelle du département qui a perdu pendant cette période 58 % de ses exploitations,. La surface agricole utilisée sur la commune a quant à elle augmenté, passant de 377 ha en 1988 à 774 ha en 2020. Parallèlement la surface agricole utilisée moyenne par exploitation a augmenté, passant de 19 à 65 ha.

## Culture locale et patrimoine

### Lieux et monuments
- Église Saint-Sernin d'Escoussens. Bien que remaniée, l'église du XVIe siècle, en gothique flamboyant, rappelle le lointain passé des lieux. On y admire un très beau groupe sculpté du XVIe siècle et des culs-de-lampe historiés dans le chœur et les chapelles. L'édifice est référencé dans la base Mérimée et à l'Inventaire général Région Occitanie[41].
- Chapelle Notre-Dame de Font Bruno.
- De là, les promeneurs et randonneurs empruntent les sentiers balisés, découvrent la montagne Noire et les points de vue de la route forestière et de Font Bruno. Les rives du Bernazobre sont elles aussi très attractives.
- Les granges cartusiennes de Font bruno sont inscrites au titre de monument historique par arrêté du 28 juin 1988[42].

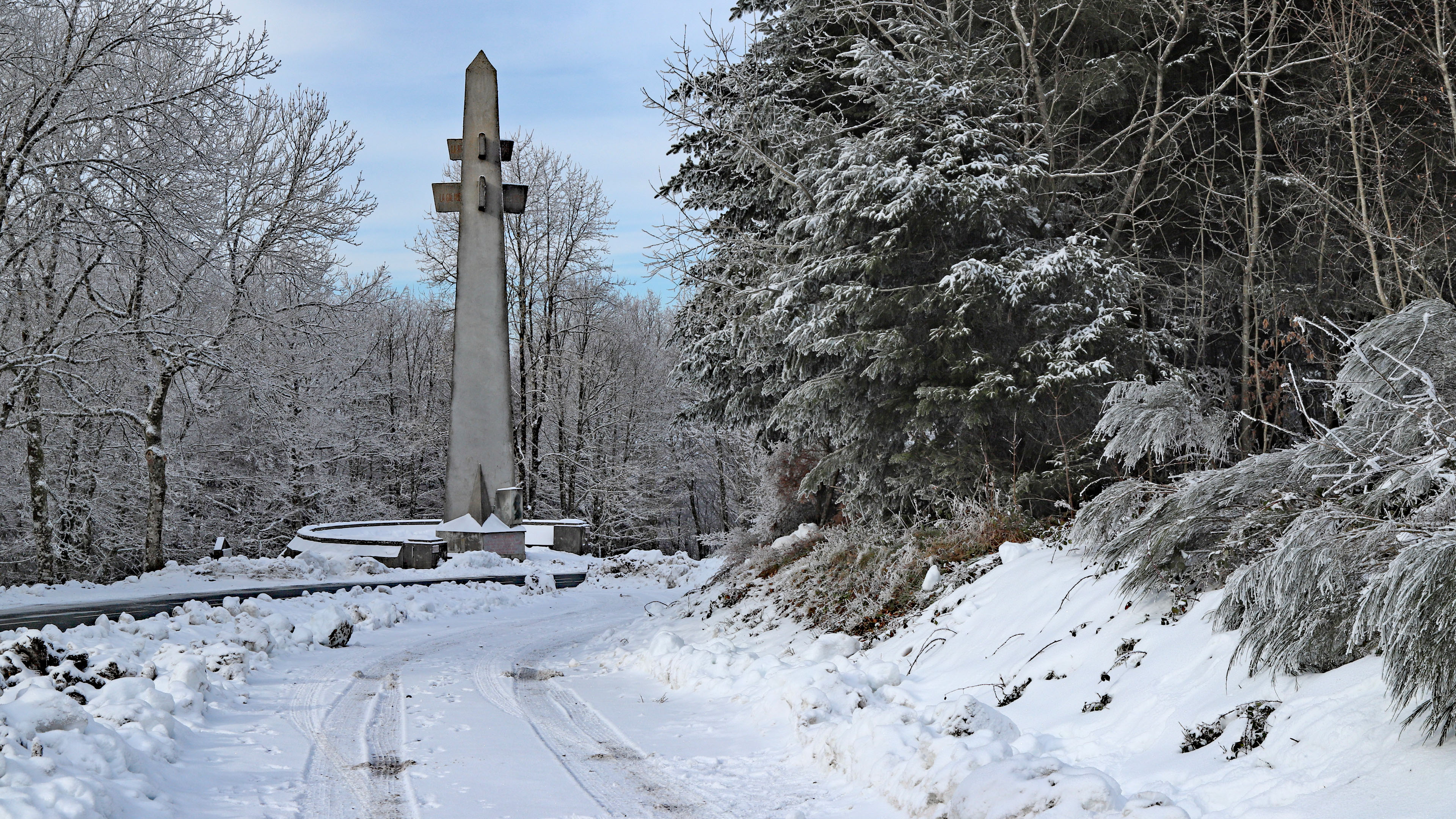
Monument ossuaire du Corps Franc de la Montagne Noire.

- Monument de Fontbruno et le Corps-franc de la Montagne Noire[43],[44]. Ce monument ossuaire a été inauguré le 20 juillet 1947 par le général de Lattre de Tassigny.

### Personnalités liées à la commune
- Général Jacques Marguerite Étienne de Fornier dit Fénérols (1761-1806), né à Escoussens.
- René Rouquier (1905-1999), poète et ancien directeur de La Revue du Tarn, né à Escoussens.
- Henry Castillou (1921-1994), écrivain, né à Escoussens.
- Jean Noël Dominique Escande (1933-2016), artiste, écrivain, historien, né à Arrens (65) mort à Escoussens, auteur notamment d'une monographie sur Escoussens depuis la fondation du château jusqu'à la fin du XIXe siècle.
- Joseph Faury, maire d'Escoussens de 1929 à 1935 a écrit ses souvenirs de la guerre de 14-18: "maudit soient les guerres! mes souvenirs des Escoussens à Verdun"
- Hélène Choussat née à Escoussens en 1810 morte à Palma de Majorque en 1896 auteur de; "Souvenirs"
- Eugène Salvayré né en 1870 à Escoussens mort à Toulouse en 1959. Licencié es sciences, professeur honoraire. Auteur de "Souvenirs" se passant à Escoussens

## Vie pratique
Marché de nuit, dépôt de pain, gîtes, garage, camion à pizza.

### Enseignement
- École maternelle et primaire.

### Culture
Vide grenier, loto, kermesse, sortie scolaire, de ferme en ferme, parc de jeux.

### Activités sportives
- Football,association de gymnastique et détente

## Pour approfondir